# Landgoed het Haveke

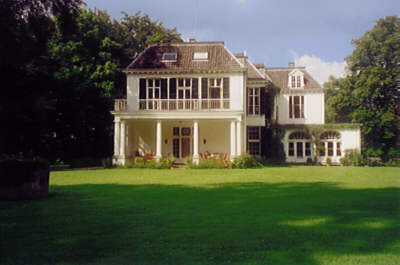
Landgoed

Landgoed het Haveke is een landgoed in de plaats Eefde, vlak bij Zutphen, in  de Nederlandse provincie Gelderland. 
Het bestaat uit een rond 1860 gebouwd herenhuis, omgeven door een 14 hectare grote Engelse tuin naar een ontwerp van Leonard Anthony Springer met bos en verzorgde gazons. Kilometers lange wandelpaden voeren door het park en zijn overdag vrij toegankelijk voor het publiek.

## Historie
Een eerste vermelding van het huis vinden we in 1481 als Herman ter Havick in het huwelijk treedt en zijn echtgenote als huwelijksgift een grote som geld, alsmede "die hofstede thoe Angeren" schenkt.
Rond 1860 werd het oude huis afgebroken en is het huidige huis gebouwd. Hierna zou het huis nog enige malen van eigenaar veranderen totdat het in het bezit kwam de familie van Rechteren-Limpurg-Speckfeld. Door vererving kwam het in het bezit van de huidige bewoners.